# Воля (Ліпновський повіт)
Воля (пол. Wola) — село в Польщі, у гміні Кікул Ліпновського повіту Куявсько-Поморського воєводства.
Населення — 673 особи (2011).
У 1975-1998 роках село належало до Влоцлавського воєводства.

## Демографія
Демографічна структура станом на 31 березня 2011 року:
|          | Загалом | Допрацездатний вік | Працездатний вік | Постпрацездатний вік |
| -------- | ------- | ------------------ | ---------------- | -------------------- |
| Чоловіки | 344     | 94                 | 222              | 28                   |
| Жінки    | 329     | 78                 | 190              | 61                   |
| Разом    | 673     | 172                | 412              | 89                   |